# Павловский Посад
Па́вловский Поса́д — город в Московской области России. Расположен при слиянии рек Вохны и Клязьмы на территории Мещёры в 65 км к востоку от Москвы.
Город с 1917 (без официального оформления; законодательно статус закреплён в 1925 году). С 2017 года — областного подчинения. Административный центр Павлово-Посадского городского округа. Ранее был центром Павлово-Посадского района.
Город известен текстильной промышленностью, прежде всего производством знаменитых во всём мире павловопосадских платков и шалей.
Первое упоминание-1328 год в духовном завещании Ивана Калиты.

## История
Впервые упоминается в 1339 году как село Павлово или Вохна в духовной грамоте Ивана Калиты. Был вотчиной князя Дмитрия Донского.

### В XIX веке
Во время Отечественной войны 1812 года Вохонская волость была одним из центров партизанского движения против наполеоновских войск: в районе нынешнего Павловского Посада произошло сражение между французскими подразделениями и местными крестьянами под руководством крестьянина Г. М. Курина волостного старосты Е. С. Стулова и сотского И. Я. Чушкина. В память о тех событиях Военно-исторический патриотический клуб «Вохонский ратник» с 2002 года проводит масштабную историческую реконструкцию «Вохонское сражение».
По именному высочайшему повелению от 2 июня 1844 года посад образовался из пяти селений. Соответствующий указ Правительствующему Сенату за собственноручной подписью царя Николая I содержал следующий текст: «Признав полезным, согласно представлению Министра Внутренних Дел, в Государственном Совете разсмотренному, преподать жителям села Вохны и смежных с оном четырех деревень: Захарова, Меленки, Усова и Дубровы, состоящих Московской губернии в Богородском уезде, новыя удобства к распространению торговли и мануфактурной промышленности, ПОВЕЛЕВАЕМ: означенныя селения переименовать в посад под общим названием Павловскаго, предоставив жителям оных селений вступить, кто пожелает, в мещанское звание или объявить купеческий капитал».
В мае 1845 года состоялось торжественное открытие посада Павловского. Впоследствии в состав посада вошли деревни Городок, Корнево, Прокунино, Филимоново, Степурино. Большую роль в получении статуса посада этими селами сыграли кpупный богоpодский фабpикант шёлковых и бумажных тканей пpи селе Вохна потомственный почетный гражданин Д. И. Широков и глава общественного самоуправления Богородска И. С. Лабзин. Губернатор Московской губернии И. В. Капнист лично приезжал в Павлово для участия в церемонии открытия посада и подписал соответствующий акт.
С 1860 годов посад Павловский входил в Игнатьевскую волость образованную после земской реформы Александра II в составе 2 стана Богородского уезда; на 1890 год включала 2 села, 36 деревень, 3 погоста и завод. Волость существовала до 1929 года. Её центром сначала было село Игнатьево, а с 1921 года — город Павловский Посад. По переписи 1926 года в составе Павлово-Посадской волости было 94 населенных пункта и проживало 35394 жителя.

«В 1864 г. было жителей 4690, к 1 января 1896 г. 7212 чел. (3708 мжч. и 3504 жнщ.): дворян 31, духовного звания 18, почетных граждан и купцов 648, мещан 5392, военного сословия 418, крестьян 634, проч. сословий 71. По исповеданиям: православных 6675, раскольников 485, католиков 15, протестантов 6, евреев 21, проч. исповеданий 10. Церквей православных 1, домов 567, лавок 4».

### В XX веке
В 1908 году в Павловском Посаде открылось Общество распространения образования. Председателем его стал Фёдор Григорьевич Краснов (1874—1941), владелец шелкопрядной фабрики и купец II гильдии. По инициативе Ф. Г. Краснова и священника А. Г. Воскресенского в 1910 году началось строительство Реального училища, которое открылось 1 сентября 1911 г.. Руководили работами архитектор Саламбек и инженер Паленбах. Обучались только мальчики. Здесь учились люди, прославившие город, — Иван Николаевич Русинов, Вячеслав Васильевич Тихонов и многие другие. В настоящее время Лицей № 2 носит имя народного артиста В. В. Тихонова.
В годы Великой Отечественной войны город находился в тылу. С Павловским Посадом были связаны имена Героев Советского Союза Л. А. Бердичевского, Ф. А. Полетаева, П. Д. Дмитриева, Е. А. Лобанова, В. В. Маркова, М. И. Степанова, И. П. Шитикова, К. М. Кудряшова, И. М. Федорова, А. И. Шатохина, А. С. Потапова, Ф. А. Торговцева, И. Ф. Пескова, М. М. Юрьева, полных кавалеров ордена Славы В. М. Горячева, Ф. Ф. Соломатина, Н. А. Гусева, Г. М. Хаева.
Павловопосадская земля по праву может считаться родиной покорителей космоса. В городе и районе родились первый заместитель главного конструктора С. П. Королёва В. П. Мишин, заместитель главного конструктора Л. А. Воскресенский и космонавт № 5 В. Ф. Быковский.
К юбилею города в 1984 году поэтом А. Поперечным и композитором П. Аедоницким была написана песня «Павловский Посад», которую исполнил Павел Бабаков. Она стала в некотором роде гимном этого населённого пункта.
С 1935 по 1955 годы в городе работал Павлово-Посадский завод искусственных жерновов. Предприятие находилось в ведении Росглавмукомола Министерства промышленности продовольственных товаров. Основной вид выпуска продукции — мельничные жернова.

### В XXI веке
С 2005 до 2017 гг. в составе Павлово-Посадского муниципального района город образовывал муниципальное образование городское поселение Павловский Посад (площадью 4320 га).
К 9 января 2017 года городское поселение Павловский Посад упразднено вместе с преобразованием муниципального района в городской округ.

## Население
| 1856    | 1897    | 1926    | 1931    | 1939    | 1959    | 1970    | 1973    | 1976    | 1979    |
| ------- | ------- | ------- | ------- | ------- | ------- | ------- | ------- | ------- | ------- |
| 2900    | ↗10 000 | ↗20 850 | ↗28 500 | ↗42 821 | ↗55 025 | ↗66 443 | ↗67 000 | ↗69 000 | ↗70 258 |
| 1982    | 1986    | 1987    | 1989    | 1996    | 1998    | 2000    | 2001    | 2002    | 2003    |
| ↗71 000 | →71 000 | →71 000 | ↗71 297 | ↘67 600 | ↘66 800 | ↘66 200 | ↘65 900 | ↘61 982 | ↗62 000 |
| 2005    | 2008    | 2009    | 2010    | 2011    | 2012    | 2013    | 2014    | 2015    | 2016    |
| ↘61 700 | ↘61 400 | ↗61 615 | ↗63 711 | ↘63 700 | ↗64 383 | ↗64 989 | ↗65 592 | ↗65 800 | ↘65 633 |
| 2017    | 2018    | 2019    | 2020    | 2021    | 2023    | 2024    |         |         |         |
| ↘65 432 | ↘64 865 | ↘63 940 | ↘63 568 | ↗65 098 | ↗65 142 | ↗65 297 |         |         |         |

На 1 января 2025 года по численности населения город находился на 243-м месте из 1124 городов Российской Федерации.

## Местное самоуправление
Органы и должностные лица местного самоуправления в муниципальном образовании Павлово-Посадский городской округ (с 2017 до 2023 гг. — городского округа Павловский Посад):
- Совет депутатов городского округа[38];
- Глава городского округа[39];
- Администрация городского округа[40]
- контрольно-счётная палата.

Судебную власть на территории Павловского Посада и Электрогорска осуществляет Павлово-Посадский городской суд.

## Экономика

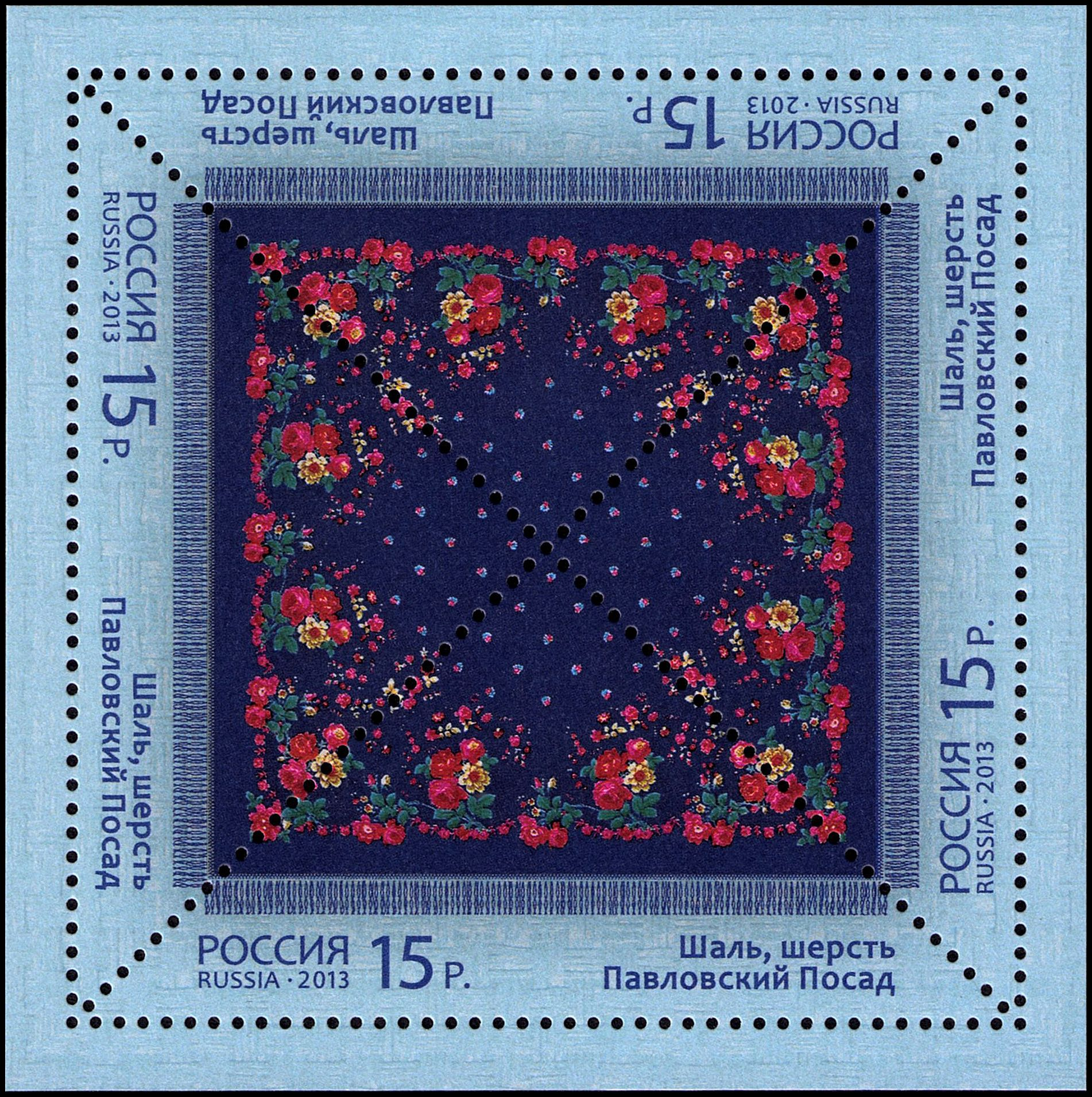
Рисунок павловопосадского платка. Почтовая марка России, 2013 г.,

### Промышленность

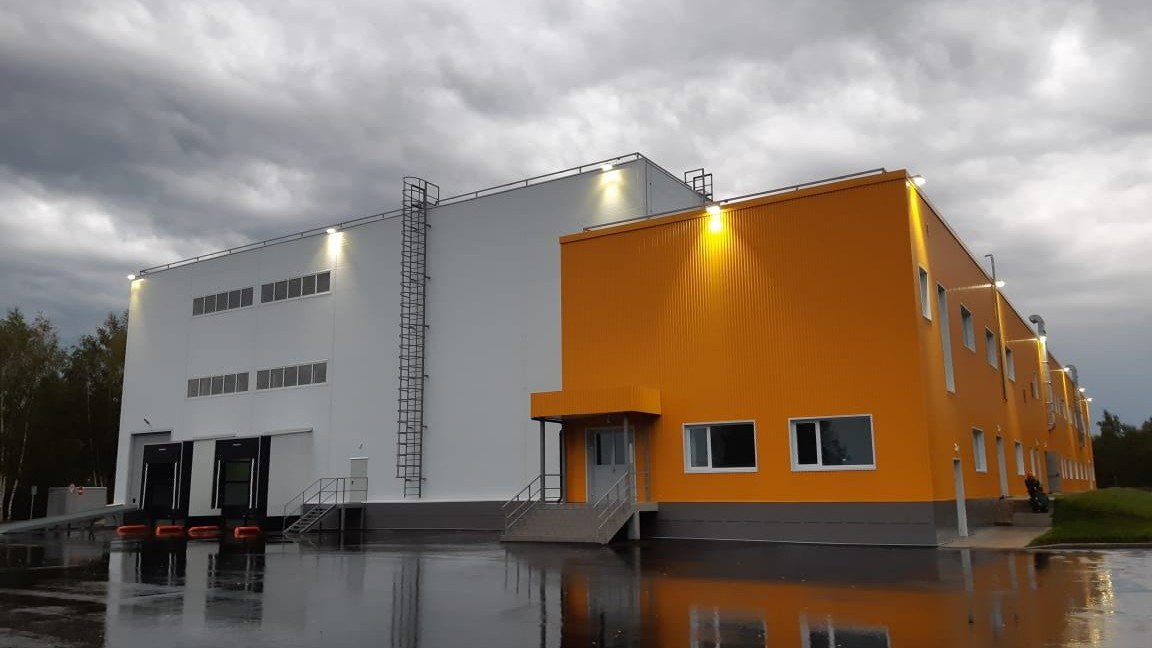
Завод полимерных полов в Павловском Посаде

- ОАО «Павловопосадская платочная мануфактура» — производство традиционных павловопосадских платков и шалей из шерсти, шёлковых платков и шарфов, хлопковых скатертей.
- «Павлово-Посадский Камвольщик» — ведущий производитель шерстяных тканей.
- АО «ЭКСИТОН» (завод) — производитель микроэлектроники (изготовление кристаллов, сборка интегральных схем, телефонных аппаратов). В 1983 году на заводе разработан советский персональный компьютер БК-0010.
- ОАО «Металлист» — производство автоматики для теплотехники (котлов, обогревателей).
- ОАО «Павловская керамика» — производство керамического кирпича.
- Научно-производственное объединение «Берег» — изготовление противопожарной техники.
- ООО «Павлово-Посадский шёлк» — производство декоративной ткани, церковной, портьерной, репс, атлас, готовые шторы.
- ООО «БАСФ Восток» — дочернее предприятие немецкого химического концерна BASF Coatings AG, завод по производству лакокрасочных материалов для конвейерной окраски автомобилей.
- ООО «Международная алюминиевая компания» (МАК) — производство алюминиевых профилей.
- ООО «Токопровод» — производство токопроводов с литой изоляцией.
- ООО «ПП Гофрокомбинат» — производство гофрокартона и упаковки.
- ООО «Павлово-Посадский хлебзавод».
- ЗАО «КДВ ПАВЛОВСКИЙ ПОСАД» — производство кондитерских изделий и снэков.
- ООО «Механический завод „Зенит“».
- ООО «ПРОХЛЕБ ПП» — производство бездрожжевого хлеба.
- ООО "Certification Group" (СЕРТИФИКЕЙШЕН ГРУПП)– многопрофильный холдинг разрешительной документации

### Транспорт

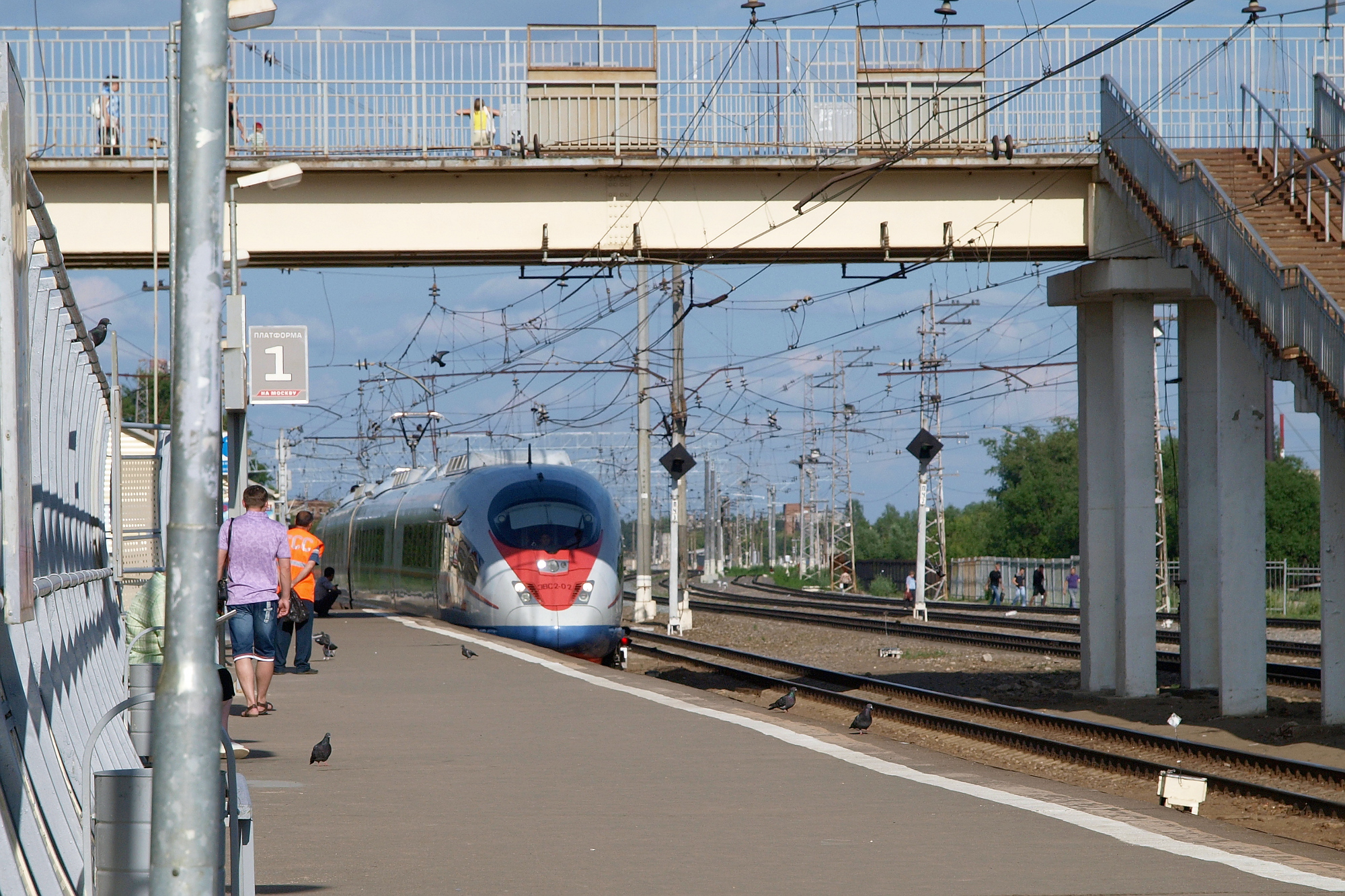
Проезжающий мимо станции скоростной поезд
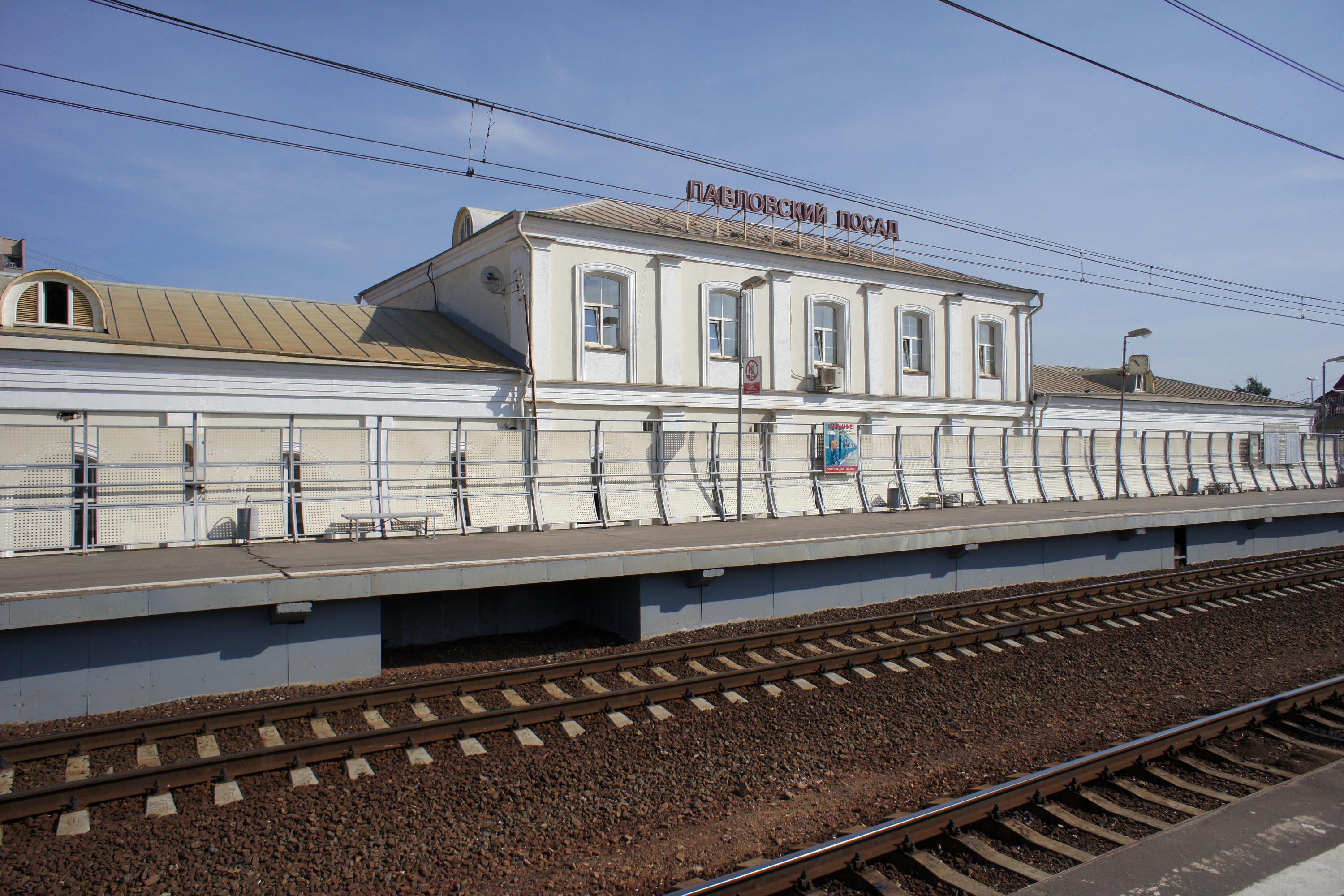
Железнодорожная станция Павловский Посад
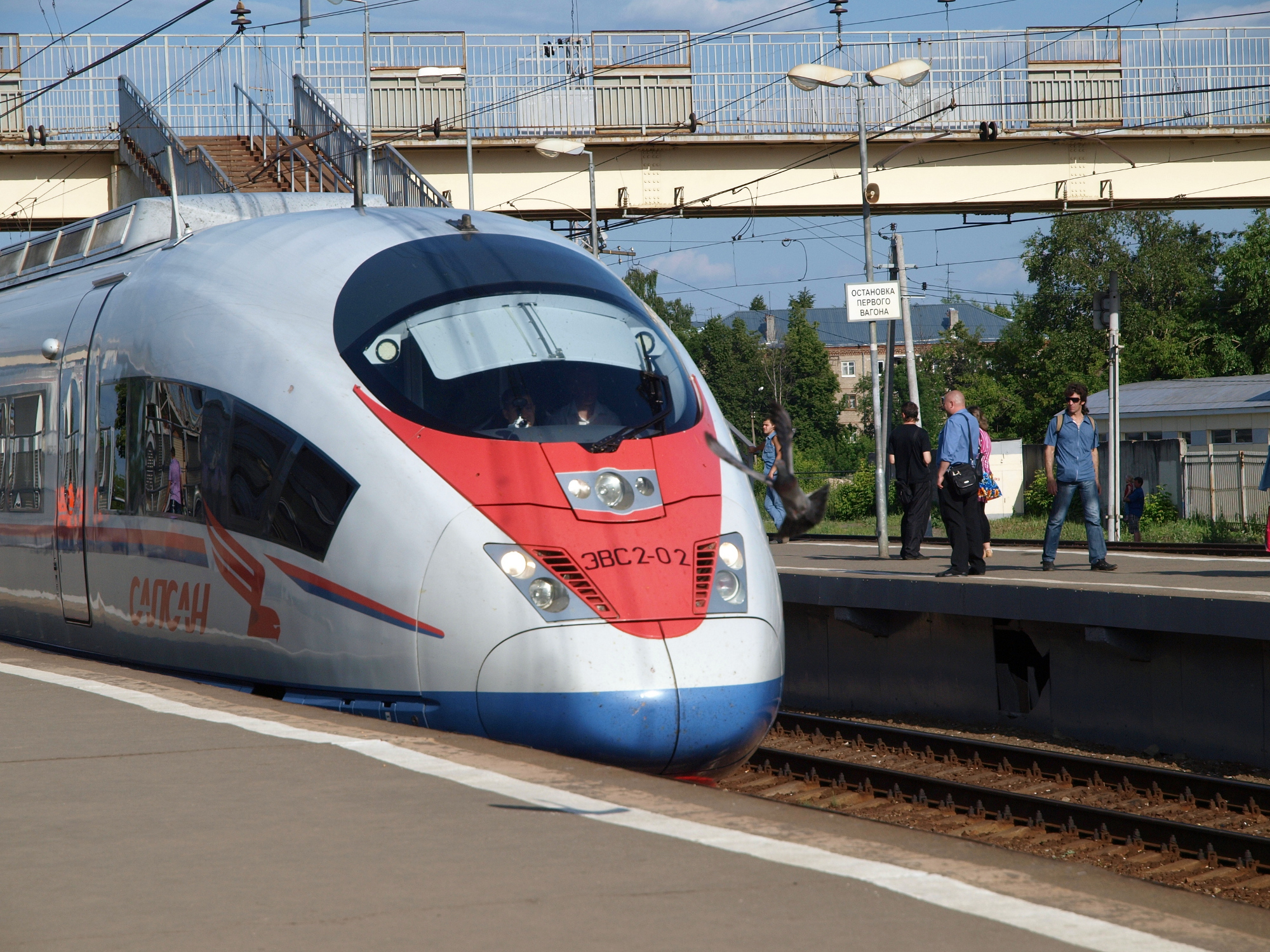
Проезжающий поезд «Сапсан» мимо станции Павловский Посад
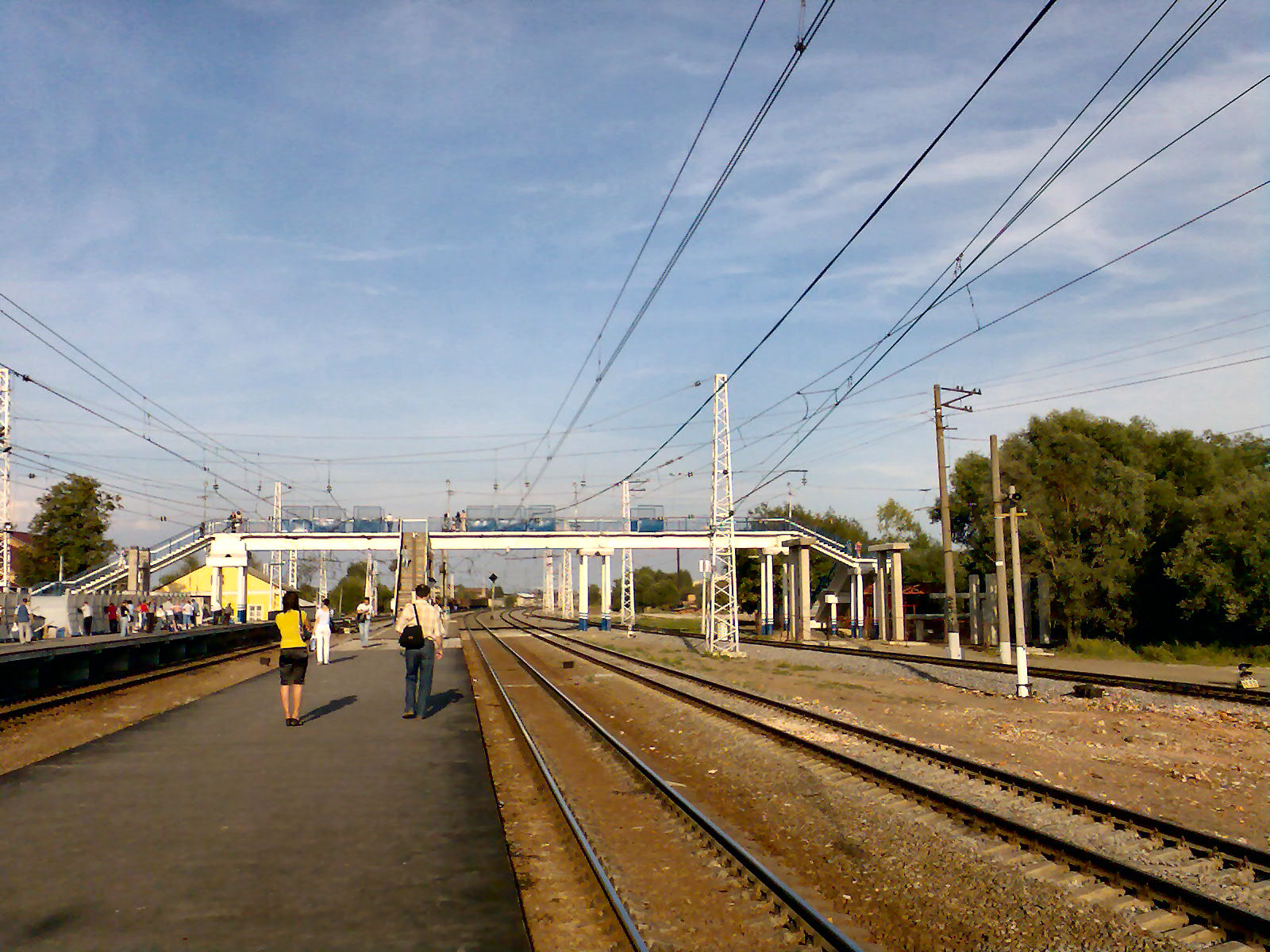
Вид на пешеходный мост ж.д. станции Павловский Посад

В городе расположена одна железнодорожная станция Горьковского направления: Павловский Посад и три остановочных пункта: Вохна, Ленская, Ковригино. Время движения электропоезда до ближайшей станции метро в Москве («Новокосино», выход с платформы Реутово) составляет 1 час. Путь до станции метро от железнодорожной платформы занимает около 10 минут. 22 июля 2015 открылось рабочее движение по новому путепроводу под железной дорогой на 66-м километре Горьковского направления.
У южной границы города проходит автомобильное Носовихинское шоссе, в 6 км к северу — М7 «Волга».
Вблизи Павловского Посада проходит участок платной дороги ЦКАД-3

## Культура

### Музеи
- Павлово-Посадский историко-художественный музей (до 2003 года — Павлово-Посадский городской краеведческий музей). Открыт в ноябре 1971 года. В 2003 году принял фонды действовавшего с 1999 по 2003 год Музея пожарного дела[45]
- Музей истории русского платка и шали[46] в здании Дворца культуры Павлово-Покровской фабрики. Создан в 2002 году по инициативе жителя города В. Ф. Шишенина и включил собранную им коллекцию платков, шалей, женских головных уборов и предметов быта XVIII—XX вв., в том числе шерстяные шали ручной набойки, памятные платки и уникальные шерстяные и шёлковые панно советского периода.
- Выставочный зал «Дом Широкова». Место проведения художественных выставок.
- Дом-музей актёра Вячеслава Тихонова. Открыт 25 августа 2018 года в воссозданном доме актёра и посвящен его жизни и творчеству.
- Музей космонавта В. Ф. Быковского. Открыт 2 августа 2020 года на средства Фонда президентских грантов и Фонда имени космонавта П. Р. Поповича при участии администрации городского округа[47].
- Музей, творческая мастерская "Арт-Изба Аверкиево" в д. Аверкиево https://artizba1.ru/

### Дома культуры и кинотеатры
В городе действуют дома культуры «Октябрь», «Павлово-Покровский», «Филимоновский», «им. Потапова».
6 сентября 2012 года в БЦ «Алёнушка» открыт кинотеатр «Павловский» с двумя залами по 80 мест.

### Спорт
В городе несколько стадионов: «Спартак», «Заречье», «Юность», «Ленский», «Филимоновский», «Павлово-Покровский», «Большедворский». Действует несколько спортивных секций. В 2007 году открыт универсальный физкультурно-спортивный комплекс «Надежда», в 2016 году — физкультурно-оздоровительный комплекс с ледовой ареной имени Н. А. Петрусевой.
Под эгидой Павлово-Посадской федерации футбола ежегодно проходит Первенство и Кубок городского округа Павловский Посад по футболу и мини-футболу.

### Фестивали
С 2017 года в городе ежегодно проводится Кинофестиваль «17 мгновений…» имени Вячеслава Тихонова.

## Климат
Климат влажный континентальный с тёплым летом (тип Dfb согласно классификации Кёппена). Из климатического районирования России следует, что Павловский Посад находится в атлантико-континентальной европейской (лесной) области умеренного климатического пояса.
Среднегодовая температура воздуха составляет 5,7 °C, среднегодовая норма осадков — 658 мм. Самый сухой месяц — апрель (36 мм осадков), самый влажный — июль (в среднем 80 мм). Самый теплый месяц — июль (средняя температура 19,3 °C), самый холодный — январь (−7,2 °C).
Всемирная метеорологическая организация приняла решение о необходимости расчёта двух климатических норм: климатологической стандартной и опорной. Первая обновляется каждые десять лет, вторая охватывает период с 1961 г по 1990 г.
| Показатель                            | Янв. | Фев. | Март | Апр. | Май  | Июнь | Июль | Авг. | Сен. | Окт. | Нояб. | Дек. | Год |
| ------------------------------------- | ---- | ---- | ---- | ---- | ---- | ---- | ---- | ---- | ---- | ---- | ----- | ---- | --- |
| Средняя температура, °C               | −7,2 | −6,9 | −1,6 | 6,4  | 13,3 | 17,1 | 19,3 | 17,2 | 11,5 | 5,4  | −1,2  | −5,2 | 5,7 |
| Норма осадков, мм                     | 48   | 39   | 37   | 36   | 56   | 74   | 80   | 68   | 61   | 63   | 48    | 48   | 658 |
| Источник: ФГБУ «Гидрометцентр России» |      |      |      |      |      |      |      |      |      |      |       |      |     |

| Показатель                          | Янв.  | Фев.  | Март | Апр. | Май  | Июнь | Июль | Авг. | Сен. | Окт. | Нояб. | Дек. |
| ----------------------------------- | ----- | ----- | ---- | ---- | ---- | ---- | ---- | ---- | ---- | ---- | ----- | ---- |
| Средний суточный максимум, °C       | −6,7  | −5,2  | 0,4  | 10,3 | 18,3 | 22,3 | 23,6 | 21,8 | 15,6 | 7,9  | 0,3   | −3,9 |
| Средняя температура, °C             | −9,9  | −8,8  | −3,2 | 5,9  | 12,9 | 17   | 18,6 | 24,4 | 17,9 | 8,2  | 0,3   | −5,8 |
| Средний суточный минимум, °C        | −13,1 | −12,4 | −6,8 | 1,5  | 7,5  | 11,7 | 13,6 | 11,9 | 7    | 1,7  | −4,3  | −9,3 |
| Норма осадков, мм                   | 39    | 30    | 28   | 41   | 49   | 69   | 89   | 66   | 59   | 58   | 52    | 47   |
| Источник: Климат Павловского Посада |       |       |      |      |      |      |      |      |      |      |       |      |

В городе размещены станции наблюдений:
- Метеорологическая станция Росгидромета[51];
- Станция контроля воздуха Мосэкомониторинга.

## Достопримечательности
- Колокольня Воскресенского собора

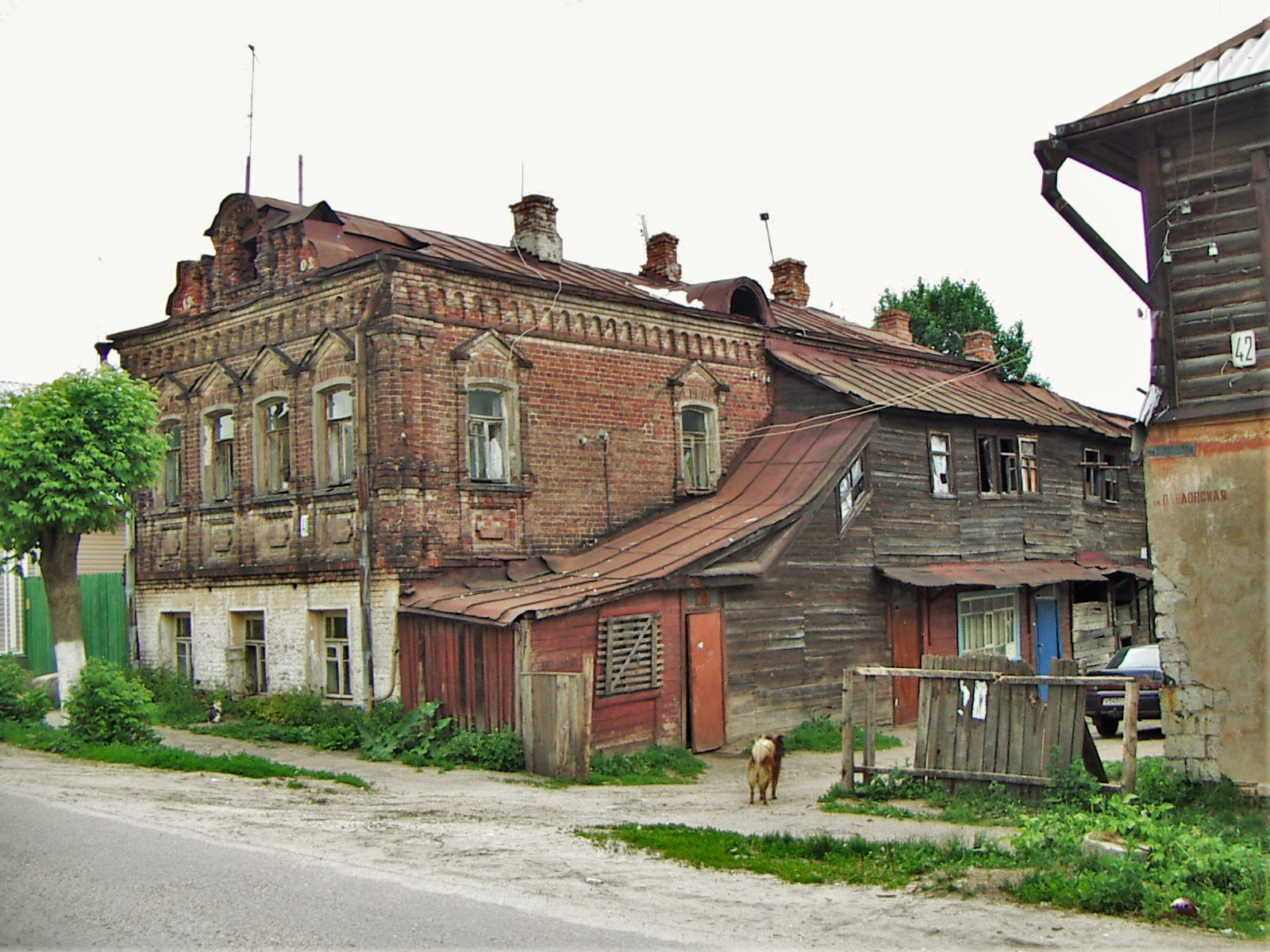
Старинный дом в Павловском Посаде (фото 2005 года)

- Покровско-Васильевский мужской монастырь
- Храм Рождества Богородицы
- Храм Вознесения Господня на Городке
- Храм святителя Николая в Филимонове
- Дом-музей народного артиста СССР В. В. Тихонова[52]
- Купеческие дома XIX века: дом Рязанкина, дом Рязанкиной, дом Широкова

### Скульптуры и памятники

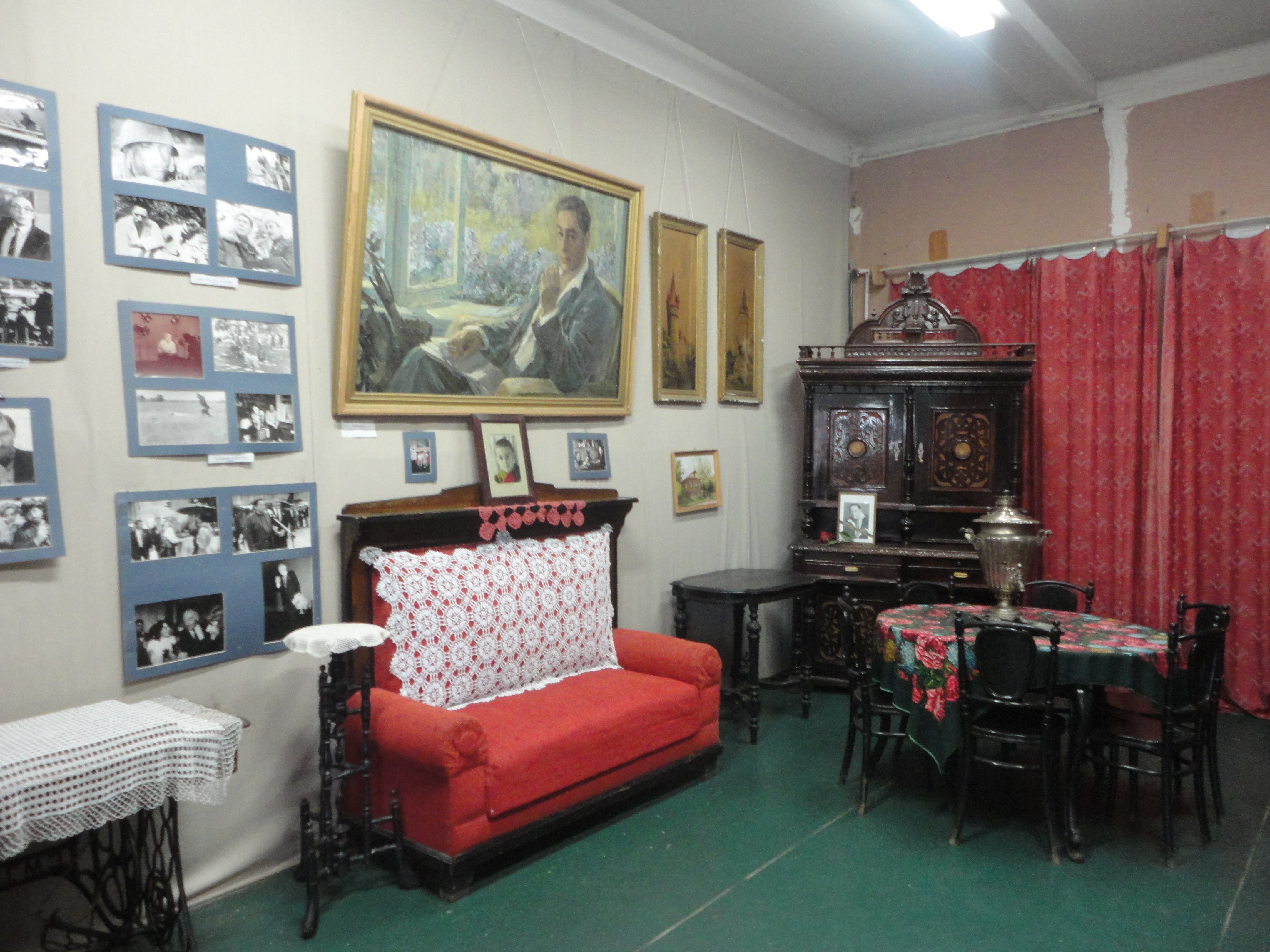
Дом‐музей актёра Вячеслава Тихонова

- Памятник герою Отечественной войны 1812 года Герасиму Курину.
- Бюст космонавта В. Ф. Быковского, уроженца города. Установлен около здания КБО «Алёнушка» 14 июня 1983 года.
- Памятник-бюст основателю ВЧК Ф. Э. Дзержинскому.
- Памятник «В память о погибших во время контрреволюционного восстания в 1918 году».
- Скульптурная композиция из 5 фигур (каждая фигура символизирует один населённый пункт и определённую отрасль производства), посвящённая рождению Павловского Посада. Установлена в северной части площади Революции.
- Танк Т-64, на постаменте. Табличка на постаменте: «Подвигу защитников Отечества посвящается». Установлен в 2004 году напротив военкомата.
- Памятник В. И. Ленину.
- Автобус ЛиАЗ-677 на постаменте у автобусного парка.

В мае 2022 года на пересечении улиц Кирова (историческое наименование Царская) и Герцена (ранее Преображенская - край Хлебной площади) установлен памятник народному артисту СССР В. В. Тихонову.

## Образование
В городе расположено более десяти учреждений среднего образования, в том числе вечерняя школа, специальная коррекционная школа и школа-интернат, а также музыкальная школа.
Действует вечерний текстильный техникум, промышленно-экономический техникум и филиал Российского государственного социального университета (РГСУ).

## Города-побратимы
Павловский Посад является городом-побратимом следующих городов:
- Любань, Беларусь[56]
- Синтай, Китай[57]

## Известные уроженцы и жители
- Сазиковы, Федор Ермолаевич и его сын Павел Федорович — крестьяне, основатели ювелирной мастерской «Сазиков», основоположники "русского стиля" в ювелирном искусстве.
- Г. М. Курин (1777—1850) — предводитель крестьянского партизанского отряда времен Отечественной войны 1812 года.
- Иннокентий (Смирнов) (1784—1819) — Епископ Пензенский и Саратовский, ректор Санкт-Петербургской духовной семинарии, святой Русской Православной Церкви (канонизирован в 2000 году).
- Д. И. Широков (1791 или 1790—1849) — потомственный почетный гражданин, кpупный богоpодский фабpикант шёлковых и бумажных тканей, один из основателей посада Павловского[5].
- К. Т. Солдатёнков (1818—1901) — коммерции советник, текстильный фабрикант и крупный книгоиздатель и меценат, представитель купеческой династии Солдатёнковых[58].
- Я. И. Лабзин (1827—1891) — купец и благотворитель. С 1849 года возглавлял платочную мануфактуру в Павловском Посаде Богородского уезда. Компаньон прав. Василия Грязнова.
- Василий Павлово-Посадский (в миру Василий Иванович Грязнов, 1816—1869) — православный подвижник, известный обращением старообрядцев. В 1999 году канонизирован Русской православной церковью в лике праведных.
- П. Ф. Пелёвин (1874—1954) — главный врач первой городской больницы, удостоен звания «Заслуженный врач республики», награждён орденами Ленина, «Знак почёта» и медалями, значком «Отличник здравоохранения»[59].
- С. Н. Сергеев-Ценский (1875—1958) — русский советский писатель, лауреат Сталинской премии первой степени, академик АН СССР. Учительствовал в городе в 1902 году.
- А. Г. Воскресенский (1875—1950) — священнослужитель, протоиерей Русской православной церкви.
- Л. А. Воскресенский (1913—1965) — советский учёный-испытатель ракетной техники, один из ближайших соратников С. П. Королёва, профессор, доктор технических наук.
- В. П. Мишин (1917—1974) — конструктор ракетно-космической техники. Один из основоположников советской практической космонавтики. Соратник Сергея Королёва, продолживший его работы в области космонавтики. Академик Российской академии наук, Герой Социалистического Труда[источник не указан 504 дня].
- И. Н. Русинов (1909—1994) — актёр театра и кино, чтец-декламатор, Заслуженный артист Грузинской ССР.
- З. А. Ольшевская (1920—2011) — русская художница-прикладник, народный художник Российской Федерации, член Союза художников СССР.
- В. П. Вдовин (1927—2015) — советский дипломат, Чрезвычайный и Полномочный Посол СССР в Чаде (1965—1969), в Лаосе (1972—1976), в Мозамбике (1980—1982) и в Португалии (1982—1986).
- В. В. Тихонов (1928—2009) — Народный артист СССР, Герой Социалистического Труда.
- В. А. Глазунова (1932—2012) — прядильщица, Герой Социалистического Труда (1971), депутат Верховного Совета РСФСР 8 созыва.
- В. Ф. Быковский (1934—2019) — лётчик-космонавт СССР, дважды Герой Советского Союза.
- О. Г. Чухонцев (род. 1938) — поэт и переводчик, лауреат Государственной премии РФ.
- В. К. Купцов (1944—2005) — поэт, учитель русского языка и литературы, член Союза писателей России.
- А. А. Анисенков (1932—2016) — поэт, прозаик и публицист, член Союза журналистов Москвы, член Союза писателей России.
- В. И. Зубрицкий (род. 1946) — заслуженный художник Российской Федерации, дизайнер, главный художник Павловопосадской платочной мануфактуры, член-корреспондент Российской академии художеств.
- Н. А. Петрусёва (род. 1955) — советская конькобежка, олимпийская чемпионка 1980 года, многократная чемпионка мира и Европы, заслуженный мастер спорта СССР.
- А. С. Медведев (род. 1977) — российский футболист и футбольный тренер.
- А. А. Гореева (род. 1999) — российская биатлонистка.
- Каширина, Наталья Геннадьевна (род. 1954) — Дважды чемпионка Мира по пауэрлифтингу среди ветеранов, Мастер Спорта России международного класса.

## Фотографии города

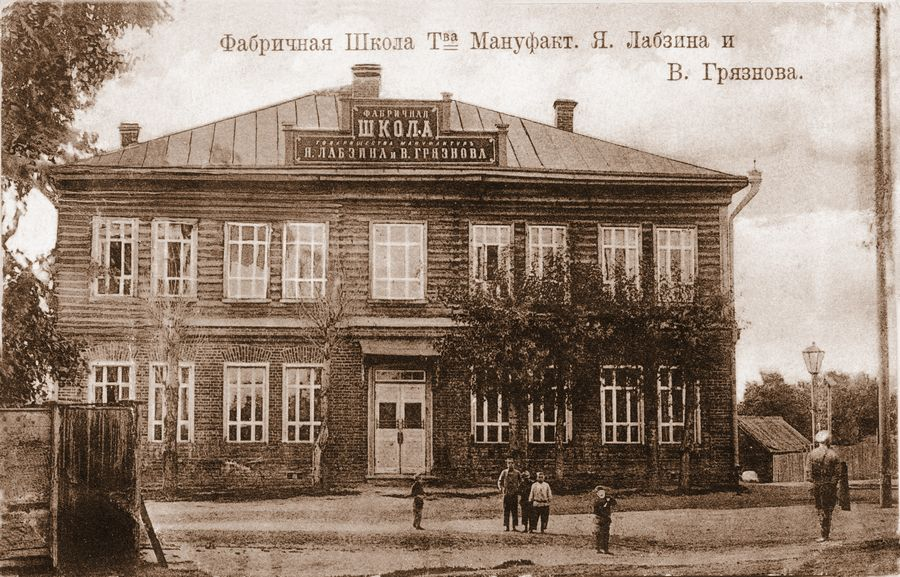
Фабричная школа (фото XIX века), это здание сохранилось до наших дней.
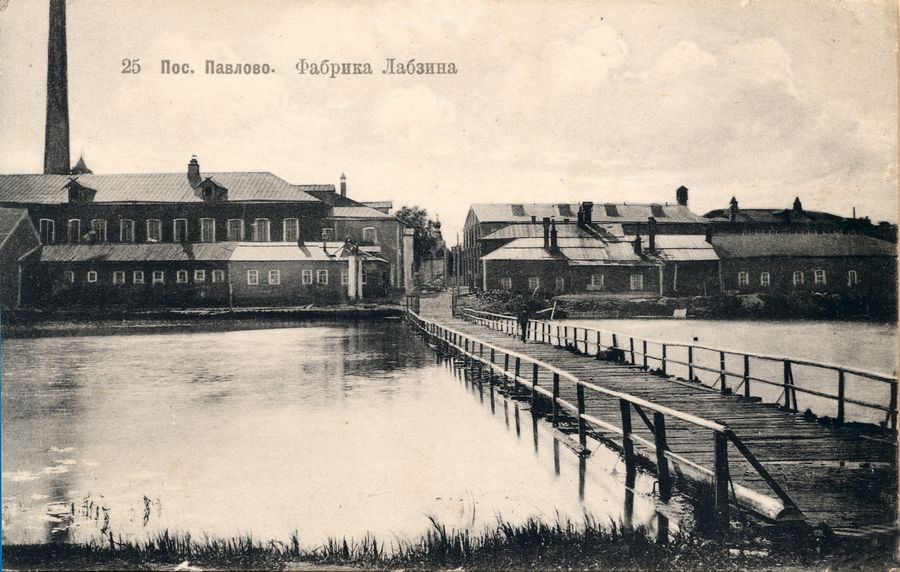
Фабрика Лабзина (фото XIX века)
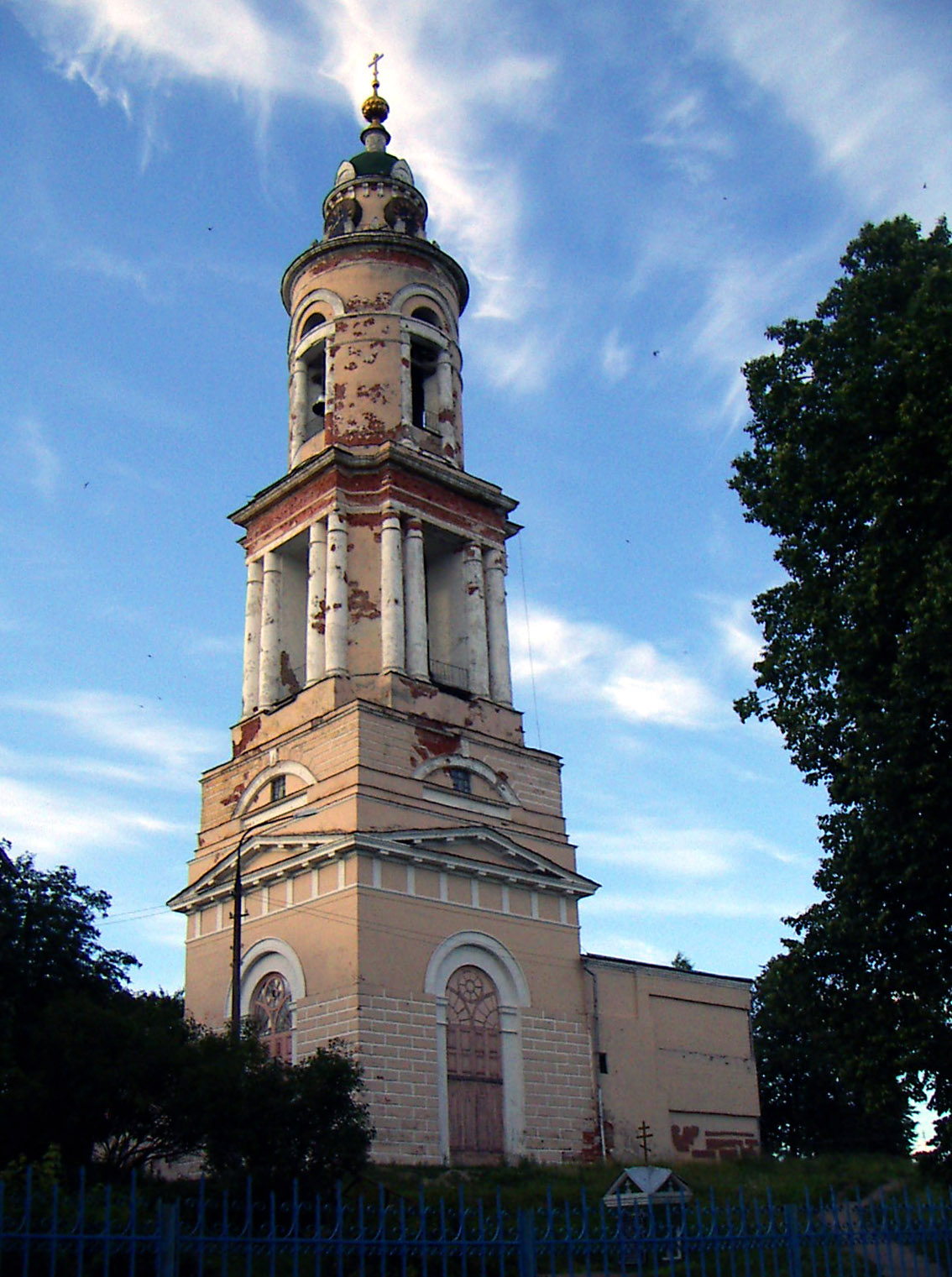
Колокольня Воскресенского собора
Колокольня Воскресенского собора после капитального ремонта (фото 2007 года)
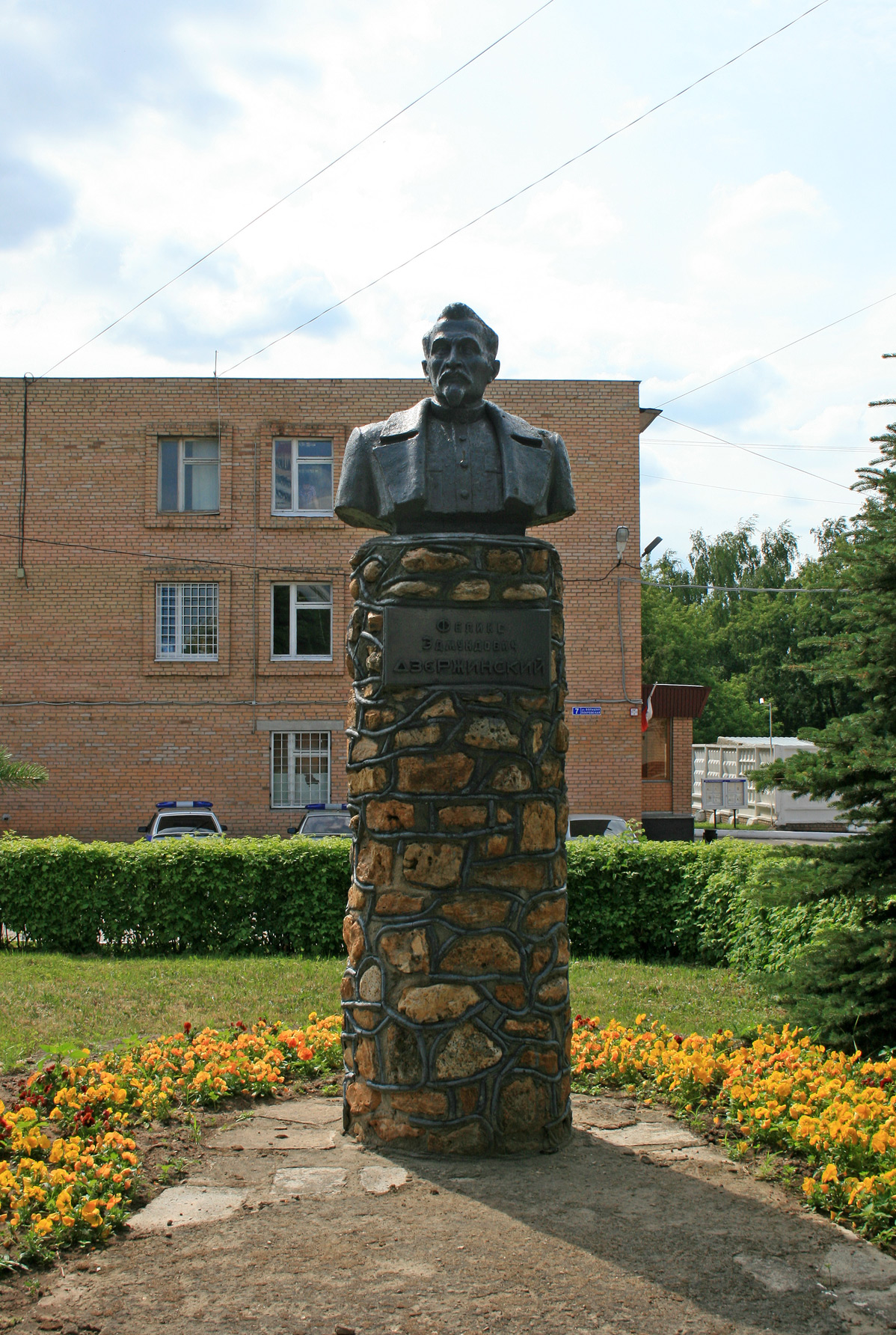
Памятник-бюст Ф. Э. Дзержинскому перед зданием ОВД.
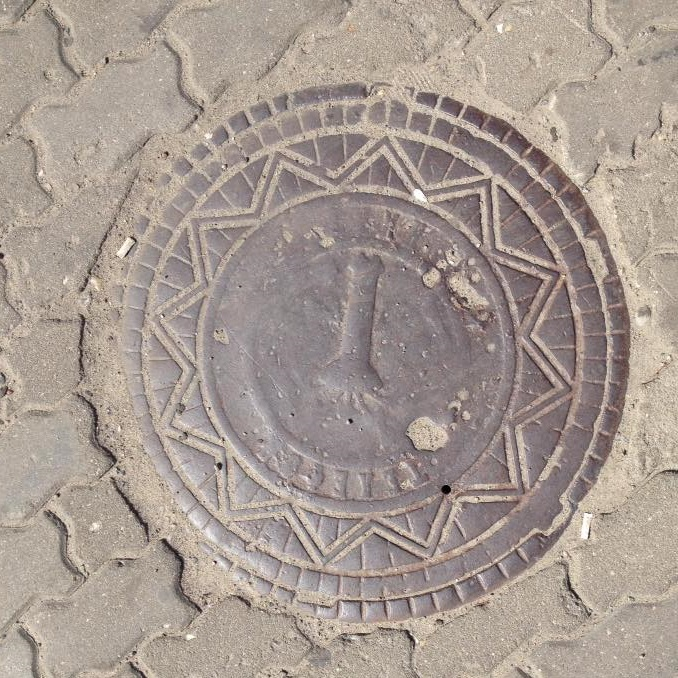
Канализационный люк «Шведско-датско-русское телефонное акционерное общество» на городском рынке
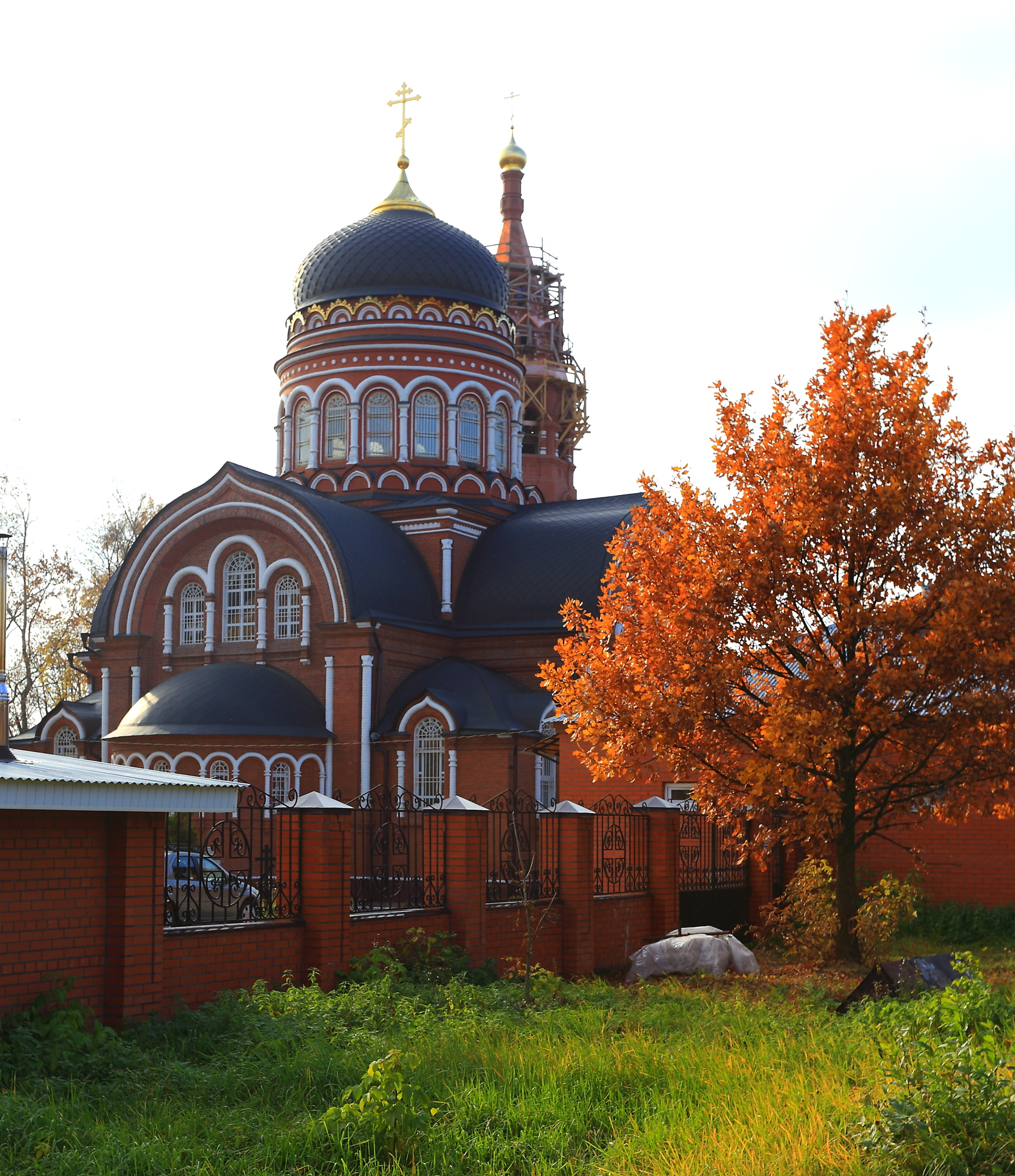
Церковь Вознесения Господня, Павловский Посад
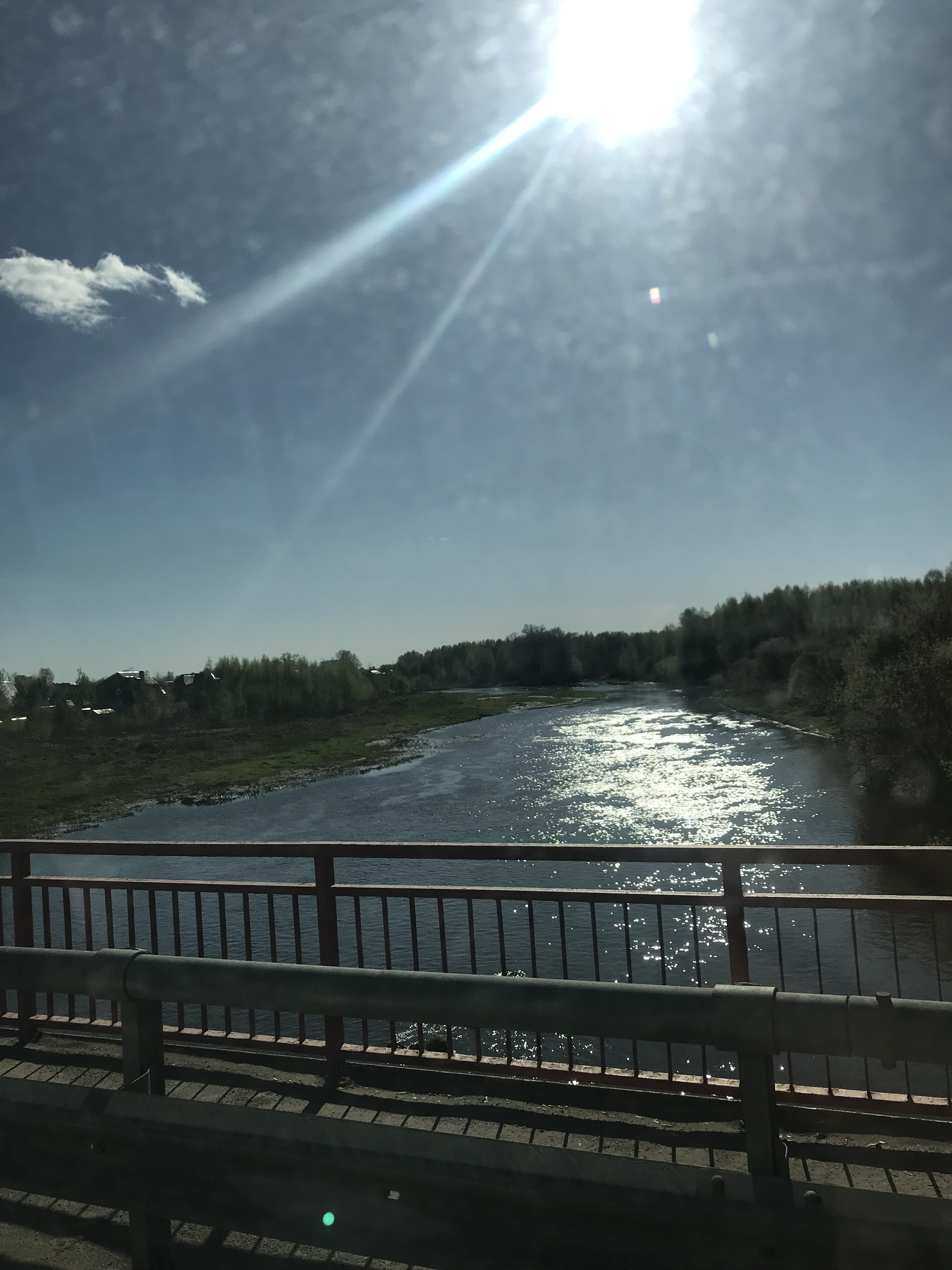
Мост через реку Клязьма
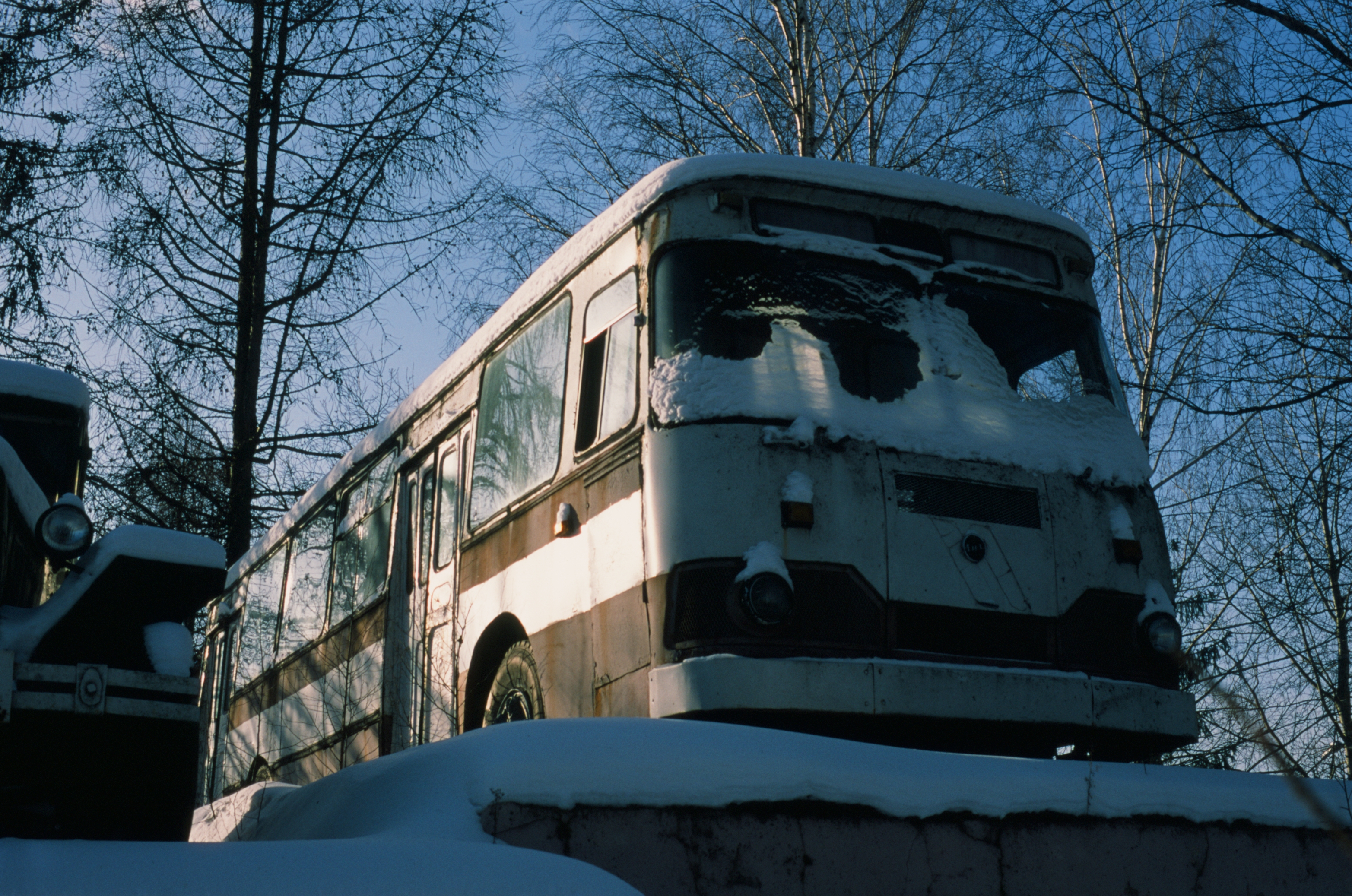
Памятник автобусу ЛиАЗ-677 в Павловском Посаде
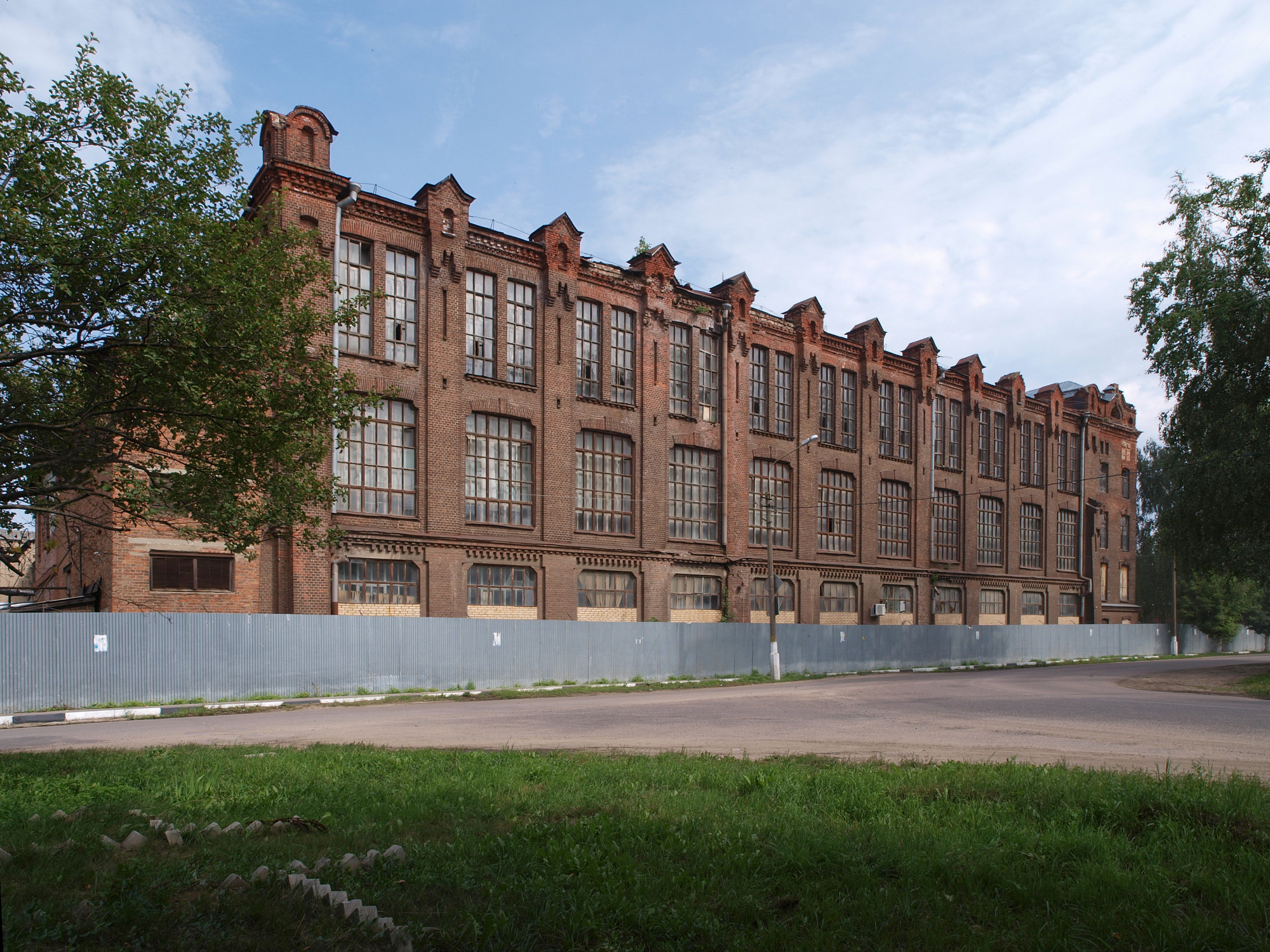
Производственный корпус фабрики Соколиковой А.Е.